# Wólka Jankowska
Wólka Jankowska (niem. Marienwalde) – przysiółek w Polsce, położony w województwie warmińsko-mazurskim, w powiecie kętrzyńskim, w gminie Srokowo. Obecnie 7 stałych mieszkańców.
W latach 1975–1998 miejscowość administracyjnie należała do województwa olsztyńskiego.